# Carlo Goldoni

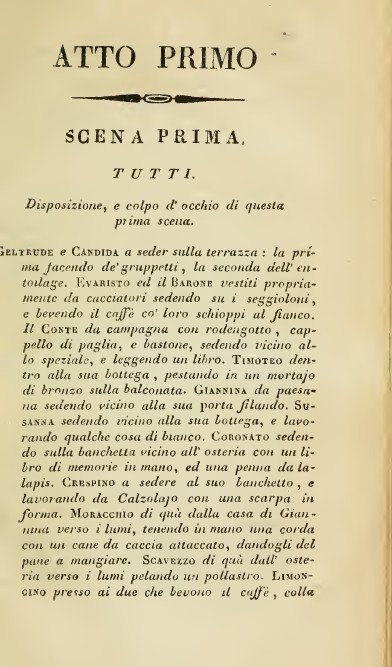
Commedie

Carlo Goldoni (ur. 25 lutego 1707 w Wenecji, zm. 6 lutego 1793 w Paryżu) – włoski komediopisarz związany z Wenecją, z zawodu prawnik. Był autorem ponad 200 komedii.

## Życiorys
We wczesnej młodości Goldoni uległ urokom teatru i zaczął pisać sztuki, a nawet został członkiem wędrownej trupy. Jednak nie porzucił myśli o mieszczańskim stylu życia i po uzyskaniu dyplomu uniwersyteckiego kontynuował karierę adwokacką. 
W 1748, po ukończeniu przeszło 40 lat i gdy był już autorem ponad 30 sztuk, porzucił zawód prawnika. Zawarł umowę z zespołem Medebacha i zobowiązał się dostarczać dla niego 10 sztuk rocznie. W 1750 nawet powiększył tę liczbę do 16. Następnie związał się z innym teatrem, jednak nie udało mu się uniknąć zaciekłej rywalizacji z dwoma innymi dramatopisarzami weneckimi: Pietro Chiarim i Carlo Gozzim. 
Zniechęcony wypowiedziami Gozziego opuścił w 1762 Wenecję i przeniósł się na stałe do Paryża, by wesprzeć występujący tam na stałe teatr włoski. Gdy współpraca z teatrem nie przynosiła oczekiwanych rezultatów, został tymczasowo nauczycielem na dworze wersalskim. Jego pisana po francusku komedia Dobroczynny zrzęda (1771) dotarła na deski Comédie-Française. Po francusku napisał też swoje Pamiętniki (1787). 
Zmarł w nędzy w Paryżu podczas rewolucji francuskiej, w momencie gdy Konwent Narodowy postanowił przyjść mu z pomocą. 

## Commedia dell’arte
Goldoni przeciwstawił się i odnowił formę schyłkowej commedia dell’arte. Głosił powrót do pełnego, literackiego tekstu, do charakterów w miejsce typów umownych, do realizmu w przedstawieniu obyczajów, do prostego języka bez wymyślności barokowego stylu. Przeprowadzenie tej zmiany nie było łatwe. Goldoni musiał przekonać nie tylko publiczność, ale i aktorów, niechętnych do podporządkowania się woli autora, ani też odrzucenia maski i skupieniu się na mimice. Toteż początkowo uciekał się do kompromisu i szczegółowo opracowywał jedynie główną rolę, reszta zaś sztuki zachowywała charakter scenariusza.
Walcząc z dekadencją commedia dell’arte, zarazem czerpał z niej obficie, a jego twórczość jest artystycznym dopełnieniem plebejskiej farsy włoskiej. Z jego licznych dzieł, dziełami o trwałej wartości pozostało kilkanaście komedii pełnych werwy, życzliwie spoglądających na człowieka, których pogodny optymizm tchnie atmosferą oświecenia. Okazał się zwłaszcza mistrzem w oddaniu środowiska, obyczajów i języka ludzi z Wenecji (Uczciwa dziewczyna, Awantura w Chioggi, Gbury, Kawiarenka i in.).

## Goldoni jako librecista
Goldoni napisał wiele librett, do których opery komponował m.in. Antonio Vivaldi, Joseph Haydn, Antonio Salieri. Wolfgang Amadeus Mozart skomponował do jego libretta operę komiczną La finta semplice, czyli Udana naiwność. Największy sukces odniósł, kiedy przerobił sentymentalną powieść Samuela Richardsona Pamela, czyli cnota nagrodzona i muzykę do tego libretta skomponował Niccolò Piccinni. W 1760 tę operę (La Cecchina) wystawiono w Rzymie, a potem w całej Europie. W 1765 roku wystawiono ją w Warszawie.

## Twórczość (wybór)
- Griselda (1735),
- Momolo (1738),
- Sługa dwóch panów (1745),
- Sprytna wdówka (1748),
- Uczciwa dziewczyna (1749),
- Kawiarenka wenecka (1750),
- Łgarz (1750),
- Dziedzic (1752),
- Mirandolina (1753),
- Zakochani (1759),
- Gbury (1760),
- Teodor Zrzęda czyli Uprzykrzony Staruch (1762),
- Awantura w Chioggi (1762),
- Wachlarz (1765),
- Księżycowy świat (1777),

### Inne
- Pamiętniki (1787)

## Upamiętnienie w Polsce
Od 1973 na terenie obecnej dzielnicy Bielany w Warszawie znajduje się ulica imienia Carla Goldoniego.